# Roc del Cornet
El Roc del Cornet és una muntanya de 1.296 metres que es troba al municipi de les Valls de Valira, a la comarca de l'Alt Urgell.